# Živilė Balčiūnaitė
Živilė Balčiūnaitė (ur. 3 kwietnia 1979 w Wilnie) – litewska lekkoatletka specjalizująca się w biegach długich.
Międzynarodową karierę zaczynała od startu w biegu juniorów podczas mistrzostw świata w biegach przełajowych w roku 1997. W kolejnym sezonie była dziesiąta w biegu na 3000 metrów podczas mistrzostw świata juniorów. Na 10 000 metrów zajęła piąte miejsce w młodzieżowych mistrzostwach Europy. W 2004 była czternasta, a w 2008 jedenasta w biegu maratońskim na igrzyskach olimpijskich. Zwyciężyła w maratonie na mistrzostwach Europy w 2010 jednak ostatecznie – w związku z wykryciem stosowania przez zawodniczkę niedozwolonego dopingu – odebrano jej krążek. Reprezentowała Litwę w pucharze Europy w biegu na 10 000 metrów, drużynowych mistrzostwach Starego Kontynentu oraz w mistrzostwach świata w półmaratonie. Stawała na podium mistrzostw Litwy na różnych dystansach.
Kilka miesięcy po zdobyciu złotego medalu na mistrzostwach Europy w Barcelonie litewska federacja lekkoatletyczna zawiesiła zawodniczkę z powodu podejrzenia stosowania przez nią niedozwolonego dopingu (u Balčiūnaitė wykryto podwyższony poziom testosteronu), Litwinka zaprzecza jakoby stosowała niedozwolone środki. Litewska federacja nie znalazła wystarczających argumentów, żeby zdyskwalifikować zawodniczkę i przekazała sprawę do IAAF. Trybunał arbitrażowy w Lozannie utrzymał karę dyskwalifikacji, przez co Litwinka nie mogła wystartować w igrzyskach olimpijskich w Londynie (2012). Do sportu powróciła w listopadzie 2012 zajmując 15. miejsce w maratonie w Jokohamie (2:37:59). W 2016 została ponownie złapana na dopingu i zawieszona na 8 lat. 

## Osiągnięcia

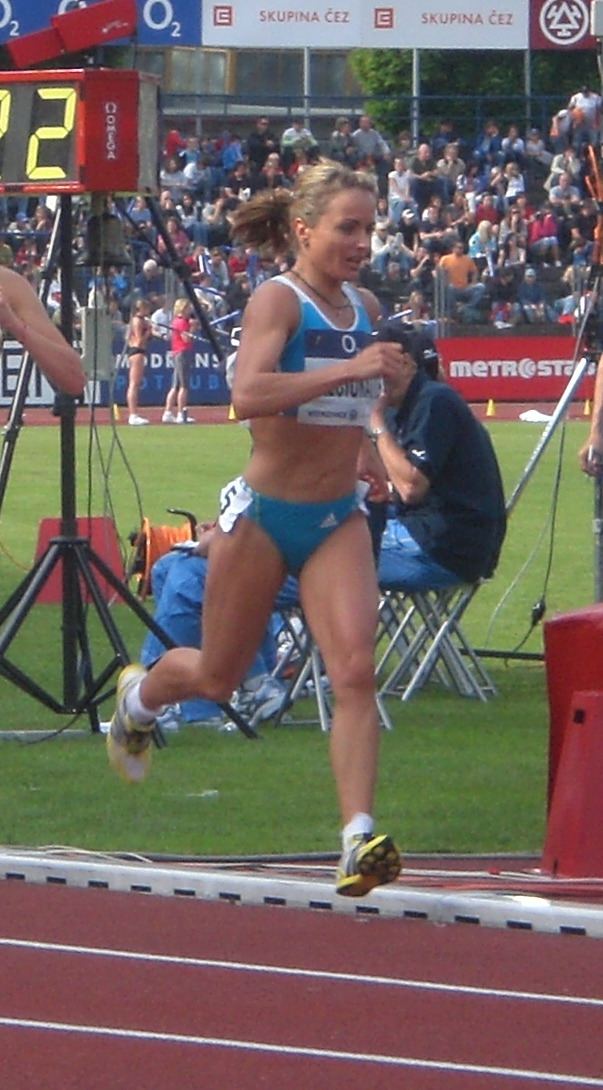
Živilė Balčiūnaitė podczas mityngu Zlatá Tretra w Ostrawie (2010)

| Rok  | Impreza                                   | Miejsce          | Konkurencja      | Lokata      | Wynik    |
| ---- | ----------------------------------------- | ---------------- | ---------------- | ----------- | -------- |
| 1997 | Mistrzostwa świata w biegach przełajowych | Turyn            | bieg juniorów    | 74. miejsce | 16:58    |
| 1998 | Mistrzostwa świata juniorów               | Annecy           | bieg na 3000 m   | 10. miejsce | 9:34,01  |
| 1999 | Młodzieżowe mistrzostwa Europy            | Göteborg         | bieg na 10 000 m | 5. miejsce  | 33:47,13 |
| 2003 | Mistrzostwa świata w półmaratonie         | Vilamoura        | półmaraton       | 28. miejsce | 1:13:47  |
| 2004 | Igrzyska olimpijskie                      | Ateny            | bieg maratoński  | 14. miejsce | 2:35:01  |
| 2004 | Mistrzostwa świata w półmaratonie         | Nowe Delhi       | półmaraton       | 17. miejsce | 1:13:53  |
| 2005 | Mistrzostwa świata w półmaratonie         | Edmonton         | półmaraton       | 26. miejsce | 1:13:54  |
| 2006 | I liga pucharu Europy                     | Saloniki         | bieg na 3000 m   | 8. miejsce  | 10:09,50 |
| 2006 | Mistrzostwa Europy                        | Göteborg         | bieg maratoński  | 4. miejsce  | 2:31:01  |
| 2006 | Mistrzostwa świata w biegach ulicznych    | Debreczyn        | bieg na 20 km    | 34. miejsce | 1:10:10  |
| 2007 | Mistrzostwa świata                        | Osaka            | bieg maratoński  | 33. miejsce | 2:43:28  |
| 2008 | Puchar Europy w biegu na 10 000 m         | Stambuł          | bieg na 10 000 m | 14. miejsce | 33:41,41 |
| 2008 | Igrzyska olimpijskie                      | Pekin            | bieg maratoński  | 11. miejsce | 2:29:33  |
| 2009 | II liga drużynowych mistrzostw Europy     | Bańska Bystrzyca | bieg na 3000 m   | 5. miejsce  | 9:43,55  |
| 2009 | Mistrzostwa świata                        | Berlin           | bieg maratoński  | 19. miejsce | 2:31:06  |
| 2010 | Puchar Europy w biegu na 10 000 m         | Marsylia         | bieg na 10 000 m | 23. miejsce | 33:41,41 |
| 2010 | Mistrzostwa Europy                        | Barcelona        | bieg maratoński  | 1. miejsce  | 2:31:14  |
| 2013 | Mistrzostwa świata                        | Moskwa           | bieg maratoński  | 20. miejsce | 2:37:48  |

## Rekordy życiowe
- bieg na 10 000 metrów – 32:30,48 (2005) rekord Litwy
- półmaraton – 1:10:23 (2005) rekord Litwy
- bieg maratoński – 2:25:15 (2005) rekord Litwy

## Odznaczenia
- Krzyż Kawalerski Orderu Wielkiego Księcia Giedymina – 2010[15]